# زلرایش
زلرایش (به آلمانی: Sellerich) یک شهر در آلمان است که در بیتبورگ-پروم واقع شده‌است.